# Herba de Santa Margarida

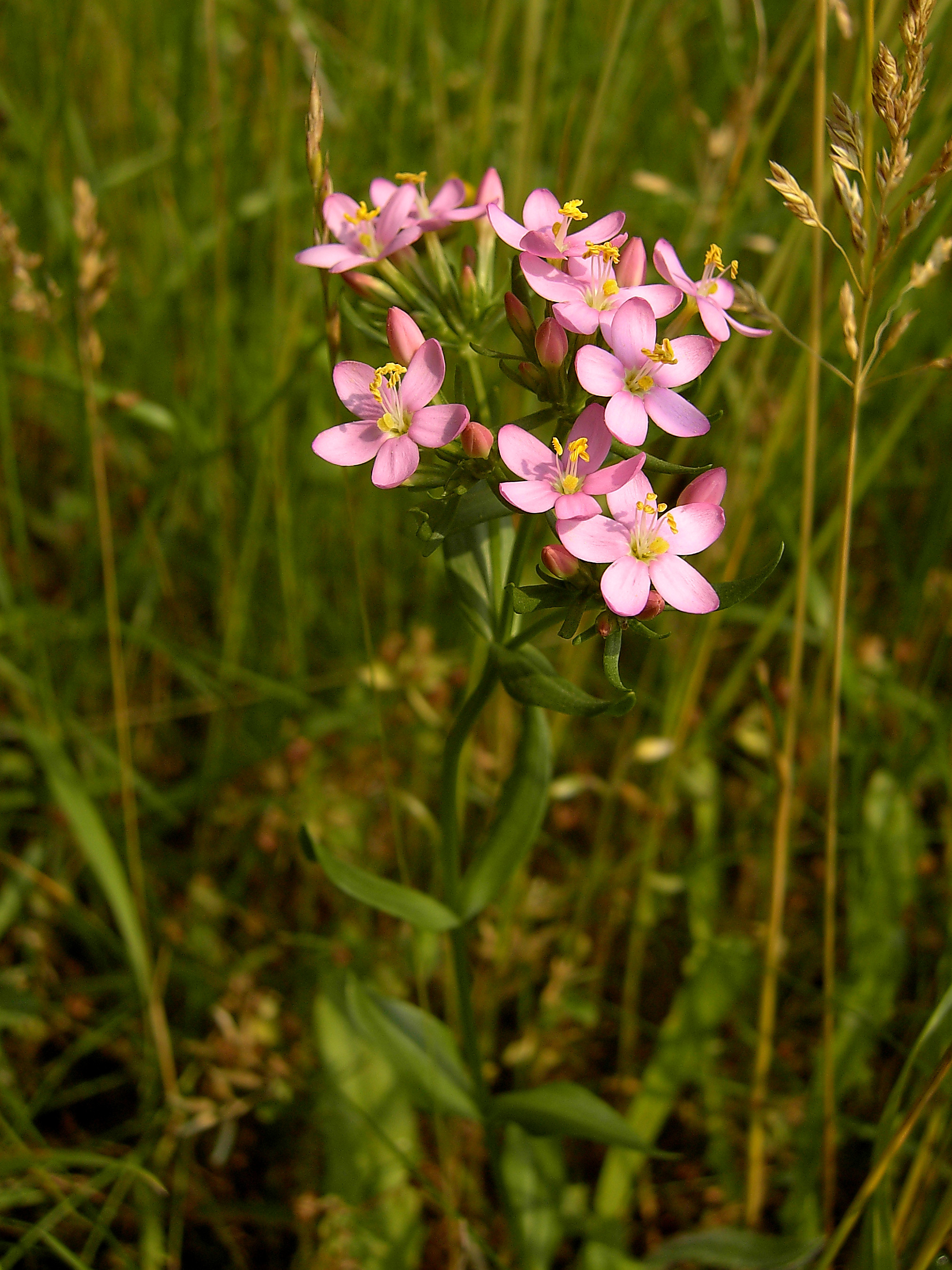
Aspecte general

L'herba de Santa Margarida, herba centaura o pericó vermell (Centaurium erythraea) és una herba de la família de les gencianàcies típica d'Europa, Nord d'Àfrica, Àsia i Amèrica. A Catalunya és freqüent principalment als Pirineus i a les Muntanyes Cataladíniques. També la podem anomenar herba centaura o herba d'espant.

## Noms populars
blavets, catxalag(u)a/catxaluga, centaura, centaura borda, centaure, centaurea, fel de la terra, felterra, flor de centaura/centaure, genciana, herba petenera, herba vermella, jausana.

## Hàbitat i distribució
És originària de camps humits, praderies, prats secs i semisecs i límits dels boscos. Prefereix els sòls arenosos entre els 830-1400 m d'altitud. És una planta que gairebé no tolera el sol directe. És una espècie polimorfa i mostra una distribució àmplia pel nord d'Europa, d'on és originària. Així com al sud-oest d'Àsia i naturalitzada a Amèrica. També la trobem als Pirineus (de la Vall d'Aran i de la Noguera al Rosselló i a l'Alt Empordà).

## Etimologia
De l'ésser mitològic el centaure Quirón. Pel que fa al nom de l'espècie, Erythraea, deriva del grec erythros="roig", pel color de les seves flors.

## Descripció

### Òrgans vegetatius

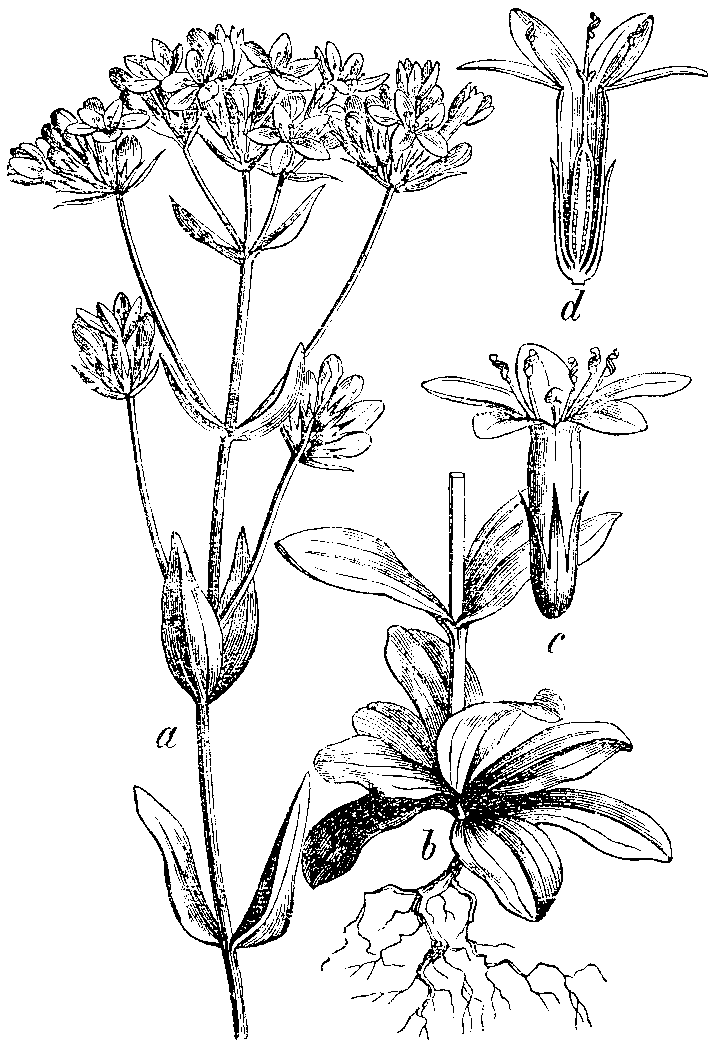
Il·lustració

Centaurium erythraea és una herba erecta anual que pot arribar a mesurar 50-60 cm d'alçada amb una tija de 10 a 15 cm d'alçada amb secció quadrada ramificada a la part superior. Presenta una arrel llenyosa, fibrosa i de color groc. Les fulles fan entre 1-5 x 0.8-2, són de color verd pàl·lid, brillants, de forma ovalada i sense estípules, presenten nervacions longitudinals, paral·leles i de mida decreixent de baix a dalt. Són oposades o linears, sèssils, el·líptiques, amb el marge sencer, amb àpex obtús i neixen alternes formant una roseta a la base de la tija.
És una espècie molt polimòrfica, tot i que la podem distingir fàcilment d'altres espècies properes per les fulles basals amplament oblongues, formant rosetes. La centaurea aspera n'és una espècie relacionada, però a diferència de l'herba de santa Margarida, les tiges presenten molta pilositat blanquinosa amb fulles aspres al tacte i flors púrpures o blanques.

### Òrgans reproductors
Centaurium Erythraea floreix entre maig i setembre i les flors només s'obren si el temps és càlid i assolellat.
- Repartició de sexes:Les flors són hermafrodites.
- Inflorescència: Les inflorescències formades a la part superior de la tija formant un corimbe de flors rosades, petites i delicades.
- Morfologia i color del periant: El calze és gamosèpal, té 5 sèpals linears fusionats només a la base. La corol·la està fusionada en un tub estret que s'obre en 5 lòbuls patents de color rosa i presenta simetria radiada.
- Androceu: L'androceu compta amb estams (tants com pètals) inserits en l'àpex o en la base de la corol·la amb anteres que semblen espirals després de la dehiscència.
- Gineceu: El gineceu és bicarpel·lar i està format per un ovari súper unilocular amb un estil persistent, curt i filiforme que té en l'extrem dos estigmes caducs.
- Fruit: El fruit és una càpsula allargada amb dues valves que contenen unes minúscules llavors brunes.

## Història

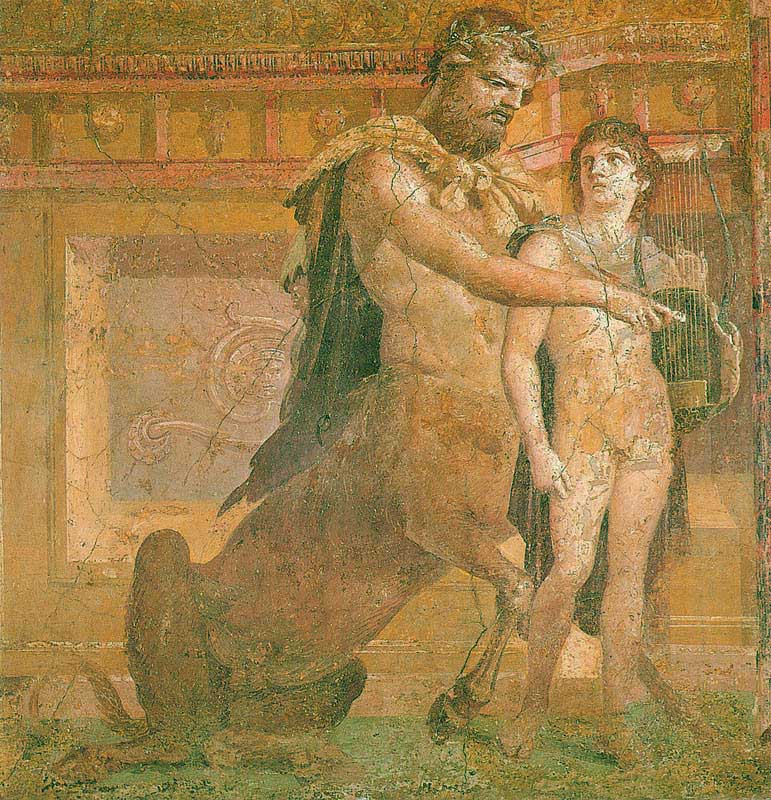
Quiró

El nom popular fa referència al centaure Quiró, conegut pels seus coneixements herbaris, el qual segons la mitologia, es va curar amb aquesta planta una ferida produïda per una llança enverinada. Els Celtes consideraven la centaura herba de bona sort, sent molt cultivada en Europa durant L'edat mitjana. Es creia que col·locada en una bossa podia multiplicar els diners.Tanmateix, de la mateixa manera que altres plantes que presenten les flors roges, es creia que la centaura menor protegia dels raigs, dimonis i bruixes. El seu sabor amarg (d'on prové el renom de fel de la terra) va permetre la seva aplicació en trastorns digestius. Popularment fou molt utilitzada per tractaments contra la malària, coneixent-se amb el nom de "quina europea".

## Cultiu
Es cultiva comercialment al nord d'Àfrica, Estats Units i a Europa central.

## Composició química
- Compostos polifenòlics: es tracta d'àcids fenòlics derivats en la seva majoria dels àcids benzoic i cinàmic.
- Principis amargs: es tracta de secoiridoides heterocíclics que es presenten com heteròsids: genciopicrina(2%), sweròsid, swertiamarina. També els derivats d'èsters: centapicrina, des-acetil-centapicrina, eritrocentaurina.
- Altres: alcaloids, fitoesteroids, flavonoids(0,4%), compostos derivats de l'àcid nicotínic, olis essencials, resina, àcid oleànic(0,1%), àcids grassos y triterpenoids.

## Usos
La planta és utilitzada en l'elaboració de vermuts, licors i begudes amargants de tipus herbal. El màxim permès com ingredient d'aquestes begudes és del 0.0002%.

### Medicinals
- Tractament de dispèpsia i diarrea (exerceix una funció tònica i amarga de tipus aperitiu i digestiu).
- Patiments hepatobiliars.
- Laxant discret.
- Sedant especialment útil en problemes ginecològics com regles doloroses.
- Antipirètic d'efectes molt suaus.
- Tractament de febres intermitents.
- Afavoriment de la motricitat de la musculatura gàstrica i còlics, així com la digestió.
- Activació de la secreció enzimàtica biliar i salival.
- Prevenció de les gastritis.
- Prevenció de l'aparició de litiasi vesicular.
- Ràpida cicatrització de ferides de la pell i formació eczematosa.

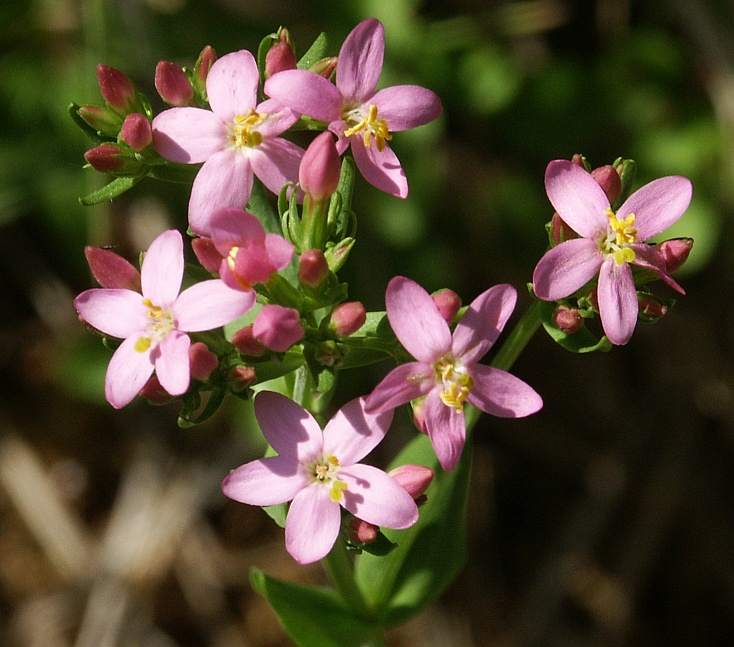
Flors

Alguns consideren que té certes accions farmacològiques, com els efectes aperitiu, eupèptic, digestiva, carminativa, diürètica, hipoglucemiant, antisèptica, vulneraria, antiinflamatòria i cicatritzant. També ha estat considerat un tònic amarg en casos de manca de gana i debilitat gàstrica, ajuda a les malalties hepàtiques i biliars així com en la diabetis, exerceix un efecte de mobilització sobre les defenses de l'organisme i cicatritzant. Com infusió digestiva, tres tasses abans o després dels àpats segons la seva funció; en tintura i en decocció o infusió per rentats i col·liris.

### Composició de medicaments
La droga està constituïda per les summitats florides. Al no presentar prescripcions tòxiques, aquesta planta no presenta una legislació en concret, sinó que s'inclou en les plantes d'ús medicinal tradicional, o d'ús industrial, respectant sempre les dosis recomanades pels professionals. Pel que fa a les Farmacopees d'Alemanya i Àustria, l'índex d'amargor no ha de ser inferior a 2.000.
En les dosis terapèutiques, la centaura menor té una bona tolerància. Com tota droga que conté alcaloides, es recomanen tractaments discontinus. En aplicació externa pot causar irritacions a la pell en personas sensibles. No s'ha d'administrar en presència de gastritis o úlcera. En l'embaràs, el seu ús és contraindicat per la presència d'alcaloids. Durant la lactància, els principis amargs alteren el sabor de la llet materna.

#### Precaucions
En tractaments antidiabètics s'ha de comptar amb assessorament especialitzat. S'aconsella beure dues o tres tasses d'aquesta tisana calenta abans de cada àpat. La tisana no ha d'estar ensucrada. Les dosis recomanades són:
- Infusió: Mig litre d'aigua bullent sobre una o dues culleres de sopa de plantes seques a trossos, deixar-la reposar entre 10-quinze minuts.
- Per via externa, el suc extret de les plantes fresques pot ser aplicat sobre la pell tres o quatre vegades al dia.
- Es pot combinar amb card marià, carxofera, xicoira, boldo, calèndula, romaní, genciana, coriandre, fonoll, angèlica, arenaria, eucaliptus, cua de cavall, malví i menta.